# 蔵書点検
蔵書点検（ぞうしょてんけん、inventory）とは、図書館資料の有無やその排架位置について、実地において現物をもって確認する図書館業務。一般企業の資産の棚卸しに相当する。古くは曝書（ばくしょ）と呼ばれ、現在でも曝書と呼ぶことがある。

## 目的
蔵書点検は以下の目的をもって行われる。
行方不明資料の確認
書架からなくなり、貸出中でもない資料の目録情報が蔵書目録に残っていると、利用者は亡失した資料が図書館に存在すると誤認してしまう。利用者が落胆しないよう、亡失したとみられる資料の目録を蔵書目録から取り除く作業を蔵書点検は担っている。
財産上の管理状況の確認
配架位置の是正
排架されるべき書架でない書架に資料が排架されている場合や書庫に収められるべき資料が開架に置かれている場合、資料が誤った位置にあることを確認した図書館員は、正しい位置に資料を排架し直す。場合によっては他館に所蔵されるべき資料が混じっていることさえある。
破損資料の摘出
利用に耐えない程度の破損や汚損がある資料は修復するしないにかかわらず、一度書架から抜き出す必要がある。その後、利用価値のなくなったとみなされた資料は除籍される。
破損資料装備の発見・修繕
かつての図書館ではブックポケット、ブックカード、デートスリップといった資料の装備が破損していたり、なくなっていたらこれの修繕が必要であった。

## 期間
館内の資料すべてに対し一度で蔵書点検を行う場合は、年間で最も利用者が少ない時期を連続した休館日とするのがよいとされている。これは館種により異なり、公共図書館であれば4月頃が、学校図書館や大学図書館のような学生が多く利用する施設では夏休みや3月末が最適な時期とされている。他方、休館日を設けずに継続的に行う方法もある。一般に、休館日を設けて行ったほうが効率がよく、配架位置の是正を一度で行えるメリットが前者には存在する。しかし、結局のところ、職員数と蔵書数に大きく左右され、大規模図書館では後者を選択せざるをえないところも存在する。

## 方法

### 全てを人力に頼る方法
バーコードリーダーやコンピュータが導入されていなかった時代の図書館では、蔵書点検は図書館員総動員の一大イベントであった。
準備
蔵書点検を行うにあたり、新規の貸出を中断し、すでに貸している資料の返却や所在の確認を行ってもらう。修理中・貸出中の資料が排架されていた書架には代本板を挿入するか、貸出中の資料のブックカードを請求記号順に整理する。
点検
点検は二人一組で行われる。まずは、自身が担当する書架の図書を書架目録（ただし、請求記号順に並んでいる分類目録で代用することもある）と同じ順序に並べ直す。その後、一方が書架目録上の請求記号・書名・著者名を読み上げ、他方が所在に対し、呼応する。書架に資料や資料の代わりにおいておいた代本板が存在しない場合は、ブックカードの上下を逆にするなどの方法で目印を付ける。書架目録に載っていない資料が排架されていた場合は資料に目印をつけたうえで一旦別に置いておく。破損資料も同じように資料に目印を付け、別に置いておく。
点検後
昨年に引き続き行方がわからない資料は、一旦閲覧用目録から当該目録カードを排除し、3年以上に渡り行方がわからない資料は除籍とする。新たに行方がわからなくなった資料は行方不明資料リストを作成する。行方不明であった資料が発見された場合は排除した目録を元あった閲覧用目録に排列し直す。除籍された資料が発見された場合は再び蔵書登録を行う。

### バーコードなどを用いる方法
コンピュータが導入された現代の図書館では、バーコードなどを読み取ると、電子的な目録との突き合わせを自動で行うため、時間の大幅短縮はもとより、作業の正確さも向上している。また、行方不明資料リストの作成などもコンピュータが代わりに行う。

## 註釈
1. ↑  コンピュータが導入される以前、広く使われていた貸出方式で登場する資料の装備の一部。詳しくはニューアーク方式#手続きやブラウン方式#手続きを参照。
2. ↑  ある書架に排架されている資料全てを記録した目録。